# Ordine dell'Impero Coloniale
L'Ordine dell'Impero Coloniale è stato un ordine cavalleresco portoghese.

## Storia
L'Ordine è stato fondato il 13 aprile 1932 per premiare i servizi di soldati e civili nelle colonie portoghesi in Asia e in Africa ed è stato abolito il 25 aprile 1974, dopo la Rivoluzione dei garofani.
Dal 1951 venne chiamato "Ordine dell'Impero".

## Classi
L'Ordine disponeva delle seguenti classi di benemerenza:
- Gran Croce
- Grand'Ufficiale
- Commendatore
- Ufficiale
- Cavaliere

| Nastri    |           |              |                 |            |
| Cavaliere | Ufficiale | Commendatore | Grand'Ufficiale | Gran Croce |

## Insegne
- Il distintivo era una croce dell'Ordine di Cristo con al centro lo stemma del Portogallo in argento per la classe di Cavaliere e in oro per le classi superiori.
- La stella era una stella a otto punte con lo stemma dell'Ordine al centro in oro per le classi di Gran Croce e Grand'Ufficiale e in argento per la classe di Commendatore
- Il nastro era rosso con i bordi e una striscia centrale neri.